# Dawid Seifert
Dawid Seifert (ur. 31 grudnia 1896 w Tustanowicach-Wolance, zm. w styczniu 1980 w Paryżu) – polski malarz pochodzenia żydowskiego. 

## Życiorys
Studiował w Szkole Przemysłu Artystycznego w Weimarze, od 1916 do 1918 uczył się w krakowskiej Akademii Sztuk Pięknych, w pracowni Wojciecha Weissa. Jego mecenasem był lwowski kolekcjoner Karol Katz. Należał do Koła Miłośników Sztuki Żydowskiej we Lwowie, debiutował w maju 1921 na Wystawie Wiosennej Koła. W 1924 jego prace uczestniczyły w IX wystawie zbiorowej Żydowskiego Towarzystwa Krzewienia Sztuk Pięknych w Warszawie, w tym samym roku przeprowadził się do Paryża. Od 1925 wystawiał prace w Salonie Jesiennym, Niezależnych i Salonie des Tuileries oraz w Galeriach Fabre, Zak i u Leopolda Zborowskiego. Równocześnie wystawiał we Lwowie, w 1926 na I wystawie zbiorowej Żydowskiego Koła Artystyczno-Literackiego. W 1925, 1929, 1931 i 1932 wystawiał w Towarzystwie Przyjaciół Sztuk Pięknych. Jako członek Związku Polskich Artystów Grafików w 1929 wystawiał drzeworyty na Powszechnej Wystawie Krajowej w Poznaniu, w tym samym roku wystawiał w Paryżu na wystawie „Art Polonais Moderne” w Galerie Editions Bonaparte. Rok później jego prace uczestniczyły w II wystawie plastyków żydowskich, którą zorganizowało Żydowskie Towarzystwo Krzewienia Sztuk Pięknych. W 1933 wystawiał w polskim dziale Międzynarodowej Wystawie Sztuki w College Art Association. We Francji należał do grupy artystów ze Lwowa, którzy przyjechali do Paryża w latach dwudziestych XX wieku m.in. Alfred Aberdam, Zygmunt Menkes i Joachim Weingart. Po 1933 losy Dawida Seiferta nie są znane, wiadomo że zmarł w styczniu 1980.  